# São Mateus do Sul (microregio)
São Mateus do Sul is een van de 39 microregio's van de Braziliaanse deelstaat Paraná. Zij ligt in de mesoregio Sudeste Paranaense en grenst aan de microregio's União da Vitória, Irati, Prudentópolis, Ponta Grossa, Lapa en Canoinhas (SC). De microregio heeft een oppervlakte van ca. 2.533 km². In 2006 werd het inwoneraantal geschat op 58.761.
Drie gemeenten behoren tot deze microregio:
- Antônio Olinto
- São João do Triunfo
- São Mateus do Sul

Mesoregio's: Centro Ocidental Paranaense · Centro Oriental Paranaense · Centro-Sul Paranaense · Metropolitana de Curitiba · Noroeste Paranaense · Norte Central Paranaense · Norte Pioneiro Paranaense · Oeste Paranaense · Sudeste Paranaense · Sudoeste Paranaense

Microregio's: Apucarana · Assaí · Astorga · Campo Mourão · Capanema · Cascavel · Cerro Azul · Cianorte · Cornélio Procópio · Curitiba · Faxinal · Floraí · Foz do Iguaçu · Francisco Beltrão · Goioerê · Guarapuava · Ibaiti · Irati · Ivaiporã · Jacarezinho · Jaguariaíva · Lapa · Londrina · Maringá · Palmas · Paranaguá · Paranavaí · Pato Branco · Pitanga · Ponta Grossa · Porecatu · Prudentópolis · Rio Negro · São Mateus do Sul · Telêmaco Borba · Toledo · Umuarama · União da Vitória · Wenceslau Braz